# 須田辰次郎

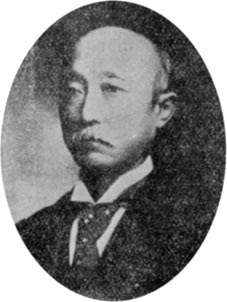
須田辰次郎

須田 辰次郎（すだ たつじろう、1853年7月6日（嘉永6年6月1日） - 1928年（昭和3年））は、明治期の教育者。師範学校校長を歴任。

## 経歴
豊前国中津生まれ。藩校進脩館で学び塾長になり、慶應義塾に入り五等に進級する。東京師範学校（東京教育大学、筑波大学の前身）の教授となり、1881年（明治14年）に辞職。1882年（明治15年）時事新報に入社。1885年（明治18年）から福岡師範学校、佐賀師範学校、神奈川師範学校、岩手師範学校の校長を歴任。全国肥料取扱所監査役になる。